# 2020年歐洲冠軍聯賽決賽
2020年歐洲冠軍聯賽決賽是2019–20年歐洲冠軍聯賽的決賽，是由歐洲足協第65次舉辦以決出歐洲最佳球隊的錦標，也是自從歐洲冠軍俱樂部盃被改名為歐洲冠軍聯賽的第28次決賽。這場比賽於2020年8月23日在里斯本的盧斯球場舉行，对阵双方分别为首次参加欧冠决赛的法国俱乐部巴黎圣日耳曼、以及德国俱乐部拜仁慕尼黑。由于欧洲发生冠状病毒大流行，这场比赛是以闭门作赛的方式举行，也是歐冠歷史首次。
本次決賽原訂於2020年5月30日在伊斯坦堡的阿塔圖克奧林匹克體育場舉行。2020年6月17日，欧洲足联执行委员会选择将决赛作为“八强锦标赛”的一部分移至里斯本，其中八强之后的比赛均在当地的两座体育场以单场淘汰赛的方式进行。这场比赛是有史以来首次在周日举行的欧洲顶级赛事决赛，也是自2009年以来首次未在周六举行的决赛。同时，它还是首次在六月之后举行的决赛。最终拜仁球员金斯利·科芒于第59分钟的入球，帮助拜仁慕尼黑以1比0赢下决赛。拜仁从而夺得队史第六座欧冠奖杯和第二个欧洲三冠王，并成为首支以全胜纪录赢得欧洲赛事锦标的球队。作为获胜者，拜仁将在2020年歐洲超級盃中与2019–20年歐洲聯賽冠军塞维利亚对决。

## 晉級球隊
於下表中，1992年以前的決賽為歐洲冠軍球會盃年代時代，1993年以後的為歐洲聯賽冠軍盃時代。
| 球隊         | 晉級決賽次數（粗體為最終冠軍）                                   |
| ------------ | ---------------------------------------------------------------- |
| 巴黎聖日耳門 | 0                                                                |
| 拜仁慕尼黑   | 10（1974、1975、1976、1982、1987、1999、2001、2010、2012、2013） |

## 比賽場地

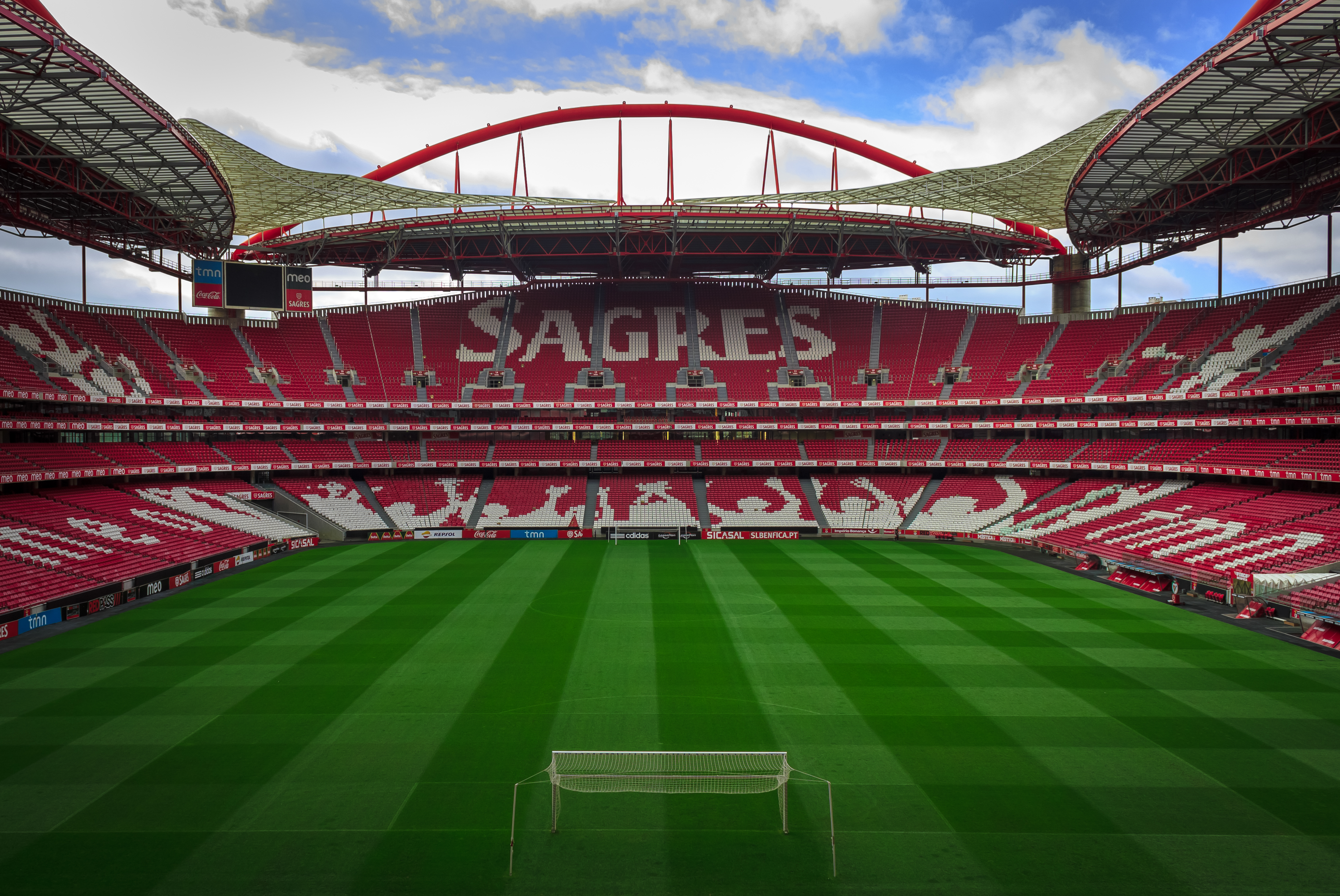
主办决赛的里斯本盧斯球場

在2018年5月24日於烏克蘭基輔舉行的歐洲足協執委會議上，土耳其的阿塔圖克奧林匹克體育場原本被確認為2020年歐洲聯賽冠軍盃決賽的舉辦場地。然而，因受冠状病毒大流行影响，欧洲足联于2020年3月23日宣布推迟决赛。至2020年6月17日，欧洲足联执行委员会决定将决赛移至里斯本，作为“八强锦标赛”的一部分，自四分之一决赛起的比赛均在当地的两座体育场以单场淘汰赛的方式进行。这场比赛是有史以来首次在周日举行的欧洲顶级赛事决赛，也是自2009年以来首次未在周六举行的决赛。
欧洲足联执行委员会于2020年6月17日的视像会议上选择了里斯本的盧斯球場（正式名称为“里斯本与本菲卡体育场”）作为决赛场地。这是该体育场第二次承办欧洲冠军联赛决赛。第一次是在2014年，当时皇家马德里在首度由同城球队参加的决赛中以4比1大胜马德里竞技，赢得第十座欧冠奖杯。
葡超俱乐部本菲卡于2003年便对他们的主场进行了重建，以容纳65000名观众，进而承办2004年欧洲足球锦标赛的五场比赛，包括决赛。在2003年拆除之前，旧的盧斯球場还曾主办由云达不来梅以2比0战胜摩纳哥的1992年欧洲优胜者杯决赛，以及1983年联盟杯决赛的次回合——安德莱赫特在此以1比1逼平本菲卡，成功捧杯。
里斯本也曾主办1967年欧洲冠军杯决赛，当时来自苏格兰的凯尔特人在国家体育场以2比1击败意大利的国际米兰。葡萄牙首都的阿爾瓦拉德球場则主办过2005年欧洲联盟杯决赛，但作为本菲卡的同城死敌，主场作战的葡萄牙体育在这场比赛中却以1比3不敌莫斯科中央陆军。

## 背景
与2010年和2015年的欧冠决赛一样，两支参赛队都在寻求实现欧洲三冠王，而五大聯賽剩下的三個聯賽冠軍本賽季都在十六強賽早早出局。
巴黎圣日耳曼有史以来首次入围欧洲冠军杯/冠军联赛决赛，成为入围决赛的第41支球队和第5支法国球队。它是在历经了110场欧洲冠军杯和冠军联赛后才进入决赛，成为进军决赛所需场次最多的球队，从而打破了阿森纳在2006年决赛前的90场比赛的纪录。这场比赛是第七场有法国球队参加的决赛，也是自2004年的摩纳哥以来的第一场。马赛则是唯一一家曾赢得这项锦标的法国俱乐部（1993年）。这场比赛也是巴黎圣日耳曼第三次出现在欧洲足联俱乐部赛事的决赛中，此前它曾连续两届参加欧洲优胜者杯决赛。其中在1996年对阵维也纳快速的决赛中，巴黎圣日耳曼以1比0获胜；而在1997年的卫冕之战中，它则以0比1不敌巴塞罗那。俱乐部还在1996年欧洲超级杯中登场，但以2比9的总比分惨败于尤文图斯。巴黎圣日耳曼期望成为首支实现欧洲三冠王的法国球队，它此前已经赢得法国杯和法甲联赛冠军——后者是根据计算每场平均积分所授予的，因为该赛季法甲由于2019冠狀病毒病法國疫情而提前结束。俱乐部还赢得了该赛季的法国联赛杯和法国超级杯冠军，从而包揽了全部四项本土冠军——尽管只有最重要的国内杯赛才被视为欧洲三冠王。
巴黎圣日耳曼此前曾在欧战中与德国球队交手18次，战绩为11胜2平5负。它也赢下了此前与德国对手的四次淘汰赛，包括在该赛季早前于八分之一决赛遭遇的普鲁士多特蒙德和半决赛中遭遇的RB莱比锡。

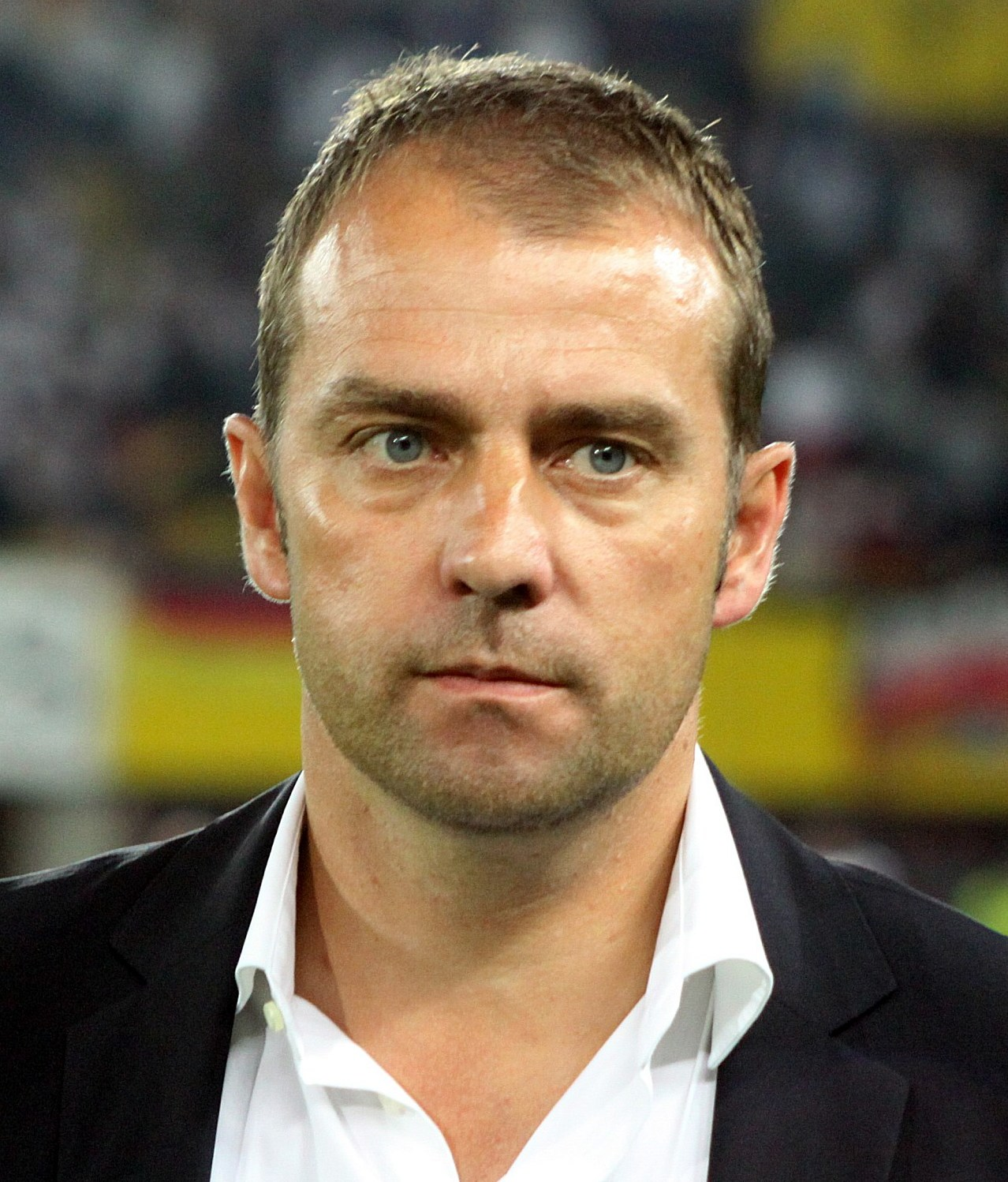
拜仁慕尼黑主教练汉斯-迪特·弗利克是第二次出席欧冠决赛，此前他曾作为拜仁球员输掉了1987年决赛

拜仁慕尼黑是第十一次入围欧洲冠军杯/冠军联赛决赛，追平了AC米兰，仅次于皇家马德里的16次。它最近一次出现在欧冠决赛是2013年，并以2比1击败德国同胞普鲁士多特蒙德而赢得俱乐部的第五座欧冠奖杯。在此前的决赛中，拜仁慕尼黑曾分别于1974年、1975年、1976年和2001年赢得四次胜利，而于1982年、1987年、1999年、2010年和2012年则输掉了比赛。这场比赛是拜仁的第十三次欧洲足联俱乐部赛事决赛。除欧冠外，它曾以1比0赢得1967年欧洲优胜者杯决赛——这是在与格拉斯哥流浪者鏖战至加时赛后赢得的；以及在1996年欧洲联盟杯决赛中以5比1大胜波尔多。拜仁慕尼黑已经赢得了该赛季的德甲联赛和德国足协杯冠军，因此将寻求实现俱乐部历史上的第二次三冠王（上一次于2012-13赛季）。进入决赛时，拜仁已在各项赛事保持20场连胜，并于2020年保持不败，在之前的29场比赛中也没有输球（28胜1平）。凭借它在半决赛的胜利，拜仁还打破了赛事的连胜纪录，并取得赛事自开赛以来的最多胜场（十场）。拜仁是继1993年的AC米兰之后，第二支以全胜姿态晋级决赛的球队，但后者随即成就了马赛成为历史上唯一赢得欧冠的法国球队。拜仁也是继1992-93赛季的AC米兰之后，第二支保持分组赛六场全胜后晋级决赛的球队。决赛之前，拜仁于10场比赛中攻入42球，仅次于巴塞罗那在1999-2000赛季创造的16场45球纪录。然而，拜仁却创造了赛事四分之一决赛后的史上最高进球率新纪录，在赢得半决赛的胜利后，其场均进球达到4.2球。进入决赛前，前锋罗伯特·莱万多夫斯基在这项赛事的9场比赛中射入15球，只有在单季的入球数更高（2013-14赛季为17球、2015-16赛季为16球）。莱万多夫斯基的连续9场欧冠入球也追平了于2002-03赛季的纪录，仅次于克里斯蒂亚诺·罗纳尔多于2017-18赛季的连续11场。莱万多夫斯基还与塞尔吉·格纳布里创造了单季24球的最高产进攻组合纪录，超越了此前在2013-14赛季由克里斯蒂亚诺·罗纳尔多与保持了23球。拜仁主教练汉斯-迪特·弗利克则成为了第15位以球员和主教练身份均参加过欧冠决赛的人，在1987年不敌波尔图的决赛中，他便是作为球员代表拜仁上阵。
拜仁慕尼黑此前曾在欧战中与法国球队交手34次，战绩为19胜5平10负。而在与法国对手碰面的七次淘汰赛中（包括本赛季半决赛以3比0击败里昂），拜仁则赢得了六次，其中两次为决赛。唯一的淘汰赛失利是在1969–70年歐洲冠軍盃第一圈，拜仁以总比分2比3不敌圣艾蒂安。
这场决赛是巴黎圣日耳曼和拜仁慕尼黑之间的第九次相遇，其中巴黎赢下五次，拜仁赢得三次。这也是双方之间的首场淘汰赛，它之前的所有比赛都发生在欧冠联赛分组赛阶段。双方最近一次碰面是在2017-18赛季欧冠分组赛；巴黎主场3比0赢得首回合，而拜仁则以3比1赢得次回合比赛。由于双方最後均為五勝一敗，巴黎凭借净胜球而取得分组头名。
这场决赛是继1976年决赛由拜仁对阵圣艾蒂安之后，第二次有法国和德国球队对垒的欧冠决赛。总体而言，这是法德球队在欧洲赛事中的第四场决赛，其中包括1992年欧洲优胜者杯决赛（云达不来梅对阵摩纳哥）和1996年欧洲联盟杯决赛（拜仁对阵波尔多）。在此前的三场决赛中，德国球队都取得了胜利。这也是第三次出现任意一方只要获胜就实现三冠王的决赛，此前两次分别为2010年的拜仁不敌国际米兰，以及2015年的巴塞罗那击败尤文图斯。由曼彻斯特联夺冠的1999年决赛，尽管当时拜仁尚未参加本土杯赛的决赛（最终告负），但两支决赛队也都在寻求三冠王。这场决赛的对阵双方都是去季本土联赛的冠军，这是自1998年决赛（尤文图斯对阵皇家马德里）以来的首次。这也是自1994年以来，首次有两支决赛队在进入决赛的前一个赛季和同一个赛季中均为国内联赛冠军。这场决赛是第二次由两位德国籍主教练率队参加的决赛，此前一次为2013年，分别为普鲁士多特蒙德的和拜仁慕尼黑的尤普·海因克斯。

## 晉級過程
註：下列所有比數中，決賽隊伍的成績列前（H：主場；A：客場；N：中立場）。
| 排名 | 隊伍         | 賽 | 分 |
| ---- | ------------ | -- | -- |
| 1    | 巴黎聖日耳門 | 6  | 16 |
| 2    | 皇家馬德里   | 6  | 11 |
| 3    | 布魯日       | 6  | 3  |
| 4    | 加拉塔沙雷   | 6  | 2  |

| 排名 | 隊伍           | 賽 | 分 |
| ---- | -------------- | -- | -- |
| 1    | 拜仁慕尼黑     | 6  | 18 |
| 2    | 熱刺           | 6  | 10 |
| 3    | 奧林比亞高斯   | 6  | 4  |
| 4    | 貝爾格萊德紅星 | 6  | 3  |

### 巴黎圣日耳曼

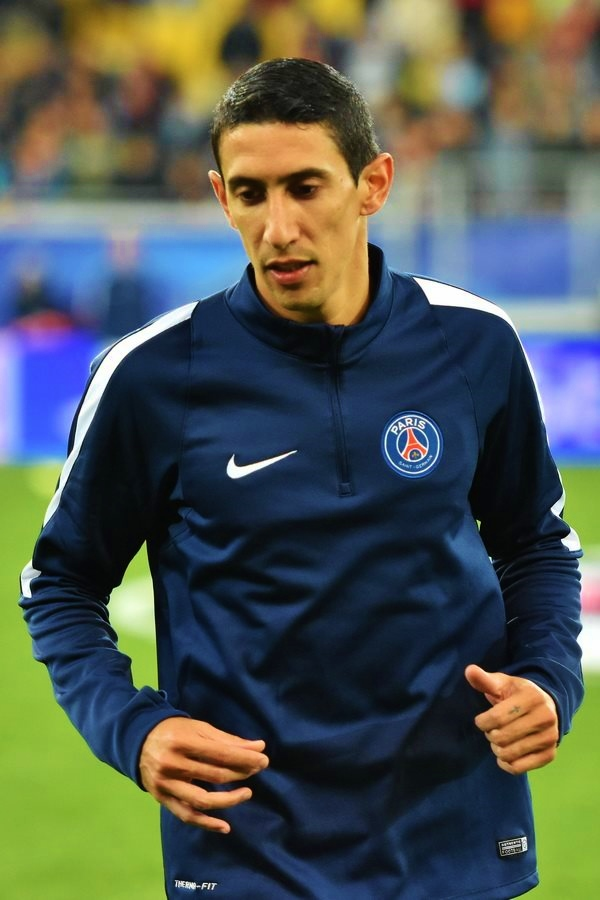
巴黎圣日耳曼的安赫尔·迪马里亚是本届赛事助攻最多的球员，共有6次。

巴黎圣日耳曼赢得了2018-19赛季法甲联赛冠军，这是它在近七个赛季的第六个以及历史上的第八个法甲锦标，从而获得了入围欧洲冠军联赛分组赛的资格。在分组赛阶段，它与欧冠夺冠纪录保持者、西班牙的皇家马德里，以及土耳其的加拉塔萨雷和比利时的布鲁日一起被分入A组。
分组赛的首场比赛，巴黎圣日耳曼在王子公园体育场迎战皇家马德里，并依靠前皇马球员安祖·迪馬利亞于上半场的梅开二度和于下半场补时阶段的入球而以3比0获胜。分组赛第二场，巴黎圣日耳曼在土耳其电信竞技场以1比0战胜加拉塔萨雷，进球是来自毛罗·伊卡尔迪在第52分钟的破门。凭借伊卡尔迪的梅开二度和基利安·麥巴比上演帽子戏法，圣日耳曼在扬·布雷德尔体育场以5比0横扫布鲁日，延续了这项赛事的完美开局。而回到主场对阵布鲁日的背靠背比赛中，伊卡尔迪再度射入全场唯一入球，帮助球队提前晋级淘汰赛。至第五个比赛日，巴黎圣日耳曼于两球落后的劣势下力挽狂澜，在圣地亚哥·伯纳乌球场以2比2逼平皇家马德里并摘得A组头名，其中姆巴佩和巴勃羅·薩拉比亞的入球抵消了卡里姆·本泽马的独中两元。在最后一场分组赛中，巴黎圣日耳曼主场又以5比0大胜加拉塔萨雷，从而以不败的战绩出线。
巴黎圣日耳曼于八分之一决赛的对手是德国球队普鲁士多特蒙德。在西格纳伊度纳公园的首回合较量中，巴黎以1比2失利，内马尔在的梅开二度之间曾一度将比分扳平。次回合是因2019冠状病毒病疫情而需要停摆前进行的最后一场欧洲赛事，比赛于2020年3月11日闭门进行。巴黎依靠内马尔和胡安·贝尔纳特于上半场的入球而以2比0获胜，进而以3比2的总比分晋级，亦是今季歐聯八分之一决赛唯一一支在首回合落敗而次回合反勝晉級的球隊，这是它自2015-16赛季以来首度入围四分之一决赛。
巴黎圣日耳曼在四分之一决赛抽中意大利球队亚特兰大，后者是首度参加欧洲冠军联赛。单场决胜的比赛于2020年8月12日在中立的卢斯球场举行。亚特兰大凭借的入球而领先结束上半场。巴黎圣日耳曼于下半场艰难寻求扳平，直至马金尼奥斯于第90分钟远射得手，然后替补登场的馬克西姆·舒波-莫廷于三分钟后反超比分，帮助球队逆转取胜。这是巴黎圣日耳曼自1994-95赛季之后，第二次晋级欧冠半决赛。
在半决赛，巴黎圣日耳曼面对来自德国的RB莱比锡，后者是第二次参加欧洲冠军联赛便已入围淘汰赛阶段。在卢斯球场，马金尼奥斯和迪马里亚于上半场建功，而贝尔纳特则于下半场开始后仅11分钟便为巴黎圣日耳曼锁定了3比0的胜局，从而争得它的首个欧冠决赛席位。

### 拜仁慕尼黑

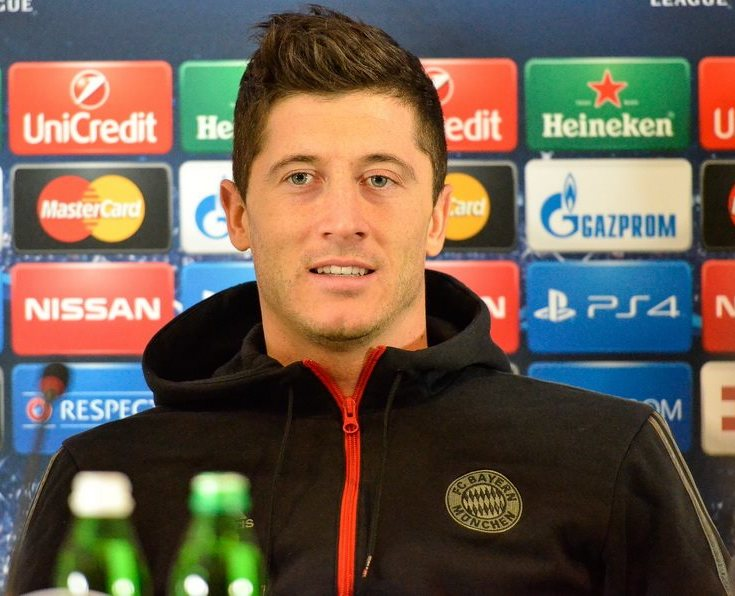
拜仁前锋罗伯特·莱万多夫斯基是本届赛事的最佳射手和并列助攻王，在晋级决赛的过程中共射入15球及送出6次助攻

拜仁慕尼黑赢得了2018-19赛季德甲联赛冠军，这是它的七连冠以及历史上的第30个德国足球冠军，从而得以直接入围欧洲冠军联赛分组赛。在分组赛阶段，它与去季欧冠亚军、英格兰的托特纳姆热刺，以及希腊的奥林匹亚科斯和塞尔维亚的贝尔格莱德红星一同被分入B组。球队于赛季初期的主教练是克罗地亚人尼科·科瓦奇。
分组赛的首场比赛，拜仁坐镇安联竞技场迎战贝尔格莱德红星，并通过金斯利·科芒、罗伯特·莱万多夫斯基和托马斯·穆勒的入球以3比0获胜。在托定咸熱刺球場挑战热刺的第二场比赛中，拜仁凭借约书亚·基米希的远射中的、莱万多夫斯基的梅开二度和塞尔吉·格纳布里上演大四喜而取得7比2的大胜，主队仅由孙兴慜和哈里·凱恩射入挽回颜面的两球。这场比赛也造就了英格兰球队在欧战中的最惨重主场失利。至第三个比赛日，拜仁在卡雷斯卡基斯体育场以3比2逆转战胜奥林匹亚科斯保持分组的领先地位，莱万多夫斯基再次梅开二度，随后科朗坦·托利索兜射破门锁定胜局，而优素福·艾尔-阿拉比和吉列尔梅·多斯桑托斯·托雷斯则为主队建功。
然而，随着11月2日拜仁在德甲以1比5惨败和睦法兰克福，主教练尼科·科瓦奇于翌日即遭解职，并由前助教汉斯-迪特·弗利克担任代理主教练。三天后，在弗利克执教的首场比赛中，拜仁依靠莱万多夫斯基和伊万·佩里希奇于下半场的入球而以2比0赢得与奥林匹亚科斯的背靠背比赛，从而确保淘汰赛阶段的一个席位。11月26日，拜仁慕尼黑在红星体育场以6比0横扫贝尔格莱德红星，锁定分组头名，莱万多夫斯基上演大四喜，而莱昂·戈雷茨卡和托利索也各射入一球。在分组赛末轮，科芒、穆勒和菲利普·库蒂尼奥的入球帮助拜仁在主场以3比1战胜托特纳姆热刺，从而以无暇的纪录结束分组赛，为客队射入1球的是。这是欧冠第七次出现分组赛六战全胜的情况，而拜仁则是第六支达此成就的球队。在代理期间取得成功后，拜仁于12月22日宣布弗利克将继续担任主教练直至赛季末。
拜仁于八分之一决赛中与来自英格兰的切尔西相遇，双方的上一次欧冠碰面已是2012年决赛。在的首回合比赛中，拜仁通过格纳布里的梅开二度、以及随后莱万多夫斯基接阿方索·戴维斯的妙传轻松破门而以3比0取胜。切尔西后卫于比赛末段被罚出场，使该队遭遇了在欧战中的最惨重主场失利。比赛结束后，拜仁CEO卡尔-海因茨·鲁梅尼格提议弗利克担任正式主教练。4月3日，弗利克与俱乐部签署了一份新合同，期至2023年届满。由于冠状病毒疫情导致赛事停摆，次回合比赛从3月18日推迟至2020年8月8日，并在安联竞技场以闭门作赛的方式进行。拜仁依靠莱万多夫斯基的梅开二度以及佩里希奇和托利索的入球以4比1拿下次回合，以7比1的总比分晋级，而客队的唯一入球则由射入。这也是切尔西在两回合制的欧战赛事中的最惨重失利。
根据抽签结果，拜仁于四分之一决赛中面对的是西班牙球队巴塞罗那。这场单回合制比赛在中立的卢斯球场进行，拜仁以8比2大获全胜，其中佩里希奇、格纳布里、基米希和莱万多夫斯基各入一球，而穆勒和库蒂尼奥则双双梅开二度。另一方面，大卫·阿拉巴于比赛早段为巴塞罗那射入一记乌龙球，后者唯一的入球则由于第57分钟射入。对于拜仁慕尼黑而言，这是俱乐部在欧洲冠军联赛时代入球最多的比赛，也是继1972–73年歐洲冠軍盃以9球大胜以来，在赛会历史上入球第二多的比赛。这场比赛是巴塞罗那首次在欧洲赛事中有6球或以上的失球，也是首次在欧冠上半场便失4球。这是巴塞罗那自1951年以来的最大比分失利，当时它曾于1950–51赛季西甲联赛中以0比6不敌西班牙人；同时这也是它自1946年以来首次单场失8球，当时它曾于1946年西班牙大元帅杯中以0比8输给塞维利亚。
在阿爾瓦拉德球場举行的半决赛中，拜仁慕尼黑遇到的对手是来自法国的里昂，这是2009-10赛季半决赛的重演。拜仁凭借格纳布里的梅开二度和莱万多夫斯基的末段入球而以3比0取胜，自2013年以来首度进军决赛。

## 赛前

决赛原版标识

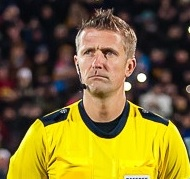
意大利人丹尼爾·奧沙度担任决赛主裁判

### 标识
2020年欧洲冠军联赛决赛的原版标识于2019年8月29日的分组赛抽签中发布。

### 大使
最初的伊斯坦布尔决赛的大使是由土耳其前国脚担任，他曾于2009–10年欧洲冠军联赛跟随拜仁获得亚军，并曾跟随沙尔克04赢得2003年和2004年歐洲足協圖圖盃。

### 球證
2020年8月20日，欧洲足联任命意大利人丹尼爾·奧沙度作为决赛的主裁判。奥萨托自2010年起正式入选国际足联裁判，曾經在2019年歐霸盃決賽擔任第四球證、2018年國際足協世界盃擔任視像助理裁判（包括決賽）。他的四个同胞加入了其执法团队，其中洛伦佐·曼加内利和亚历山德罗·贾拉蒂尼为助理裁判，马西米利亚诺·伊拉蒂为视频助理裁判，马尔科·圭达则担任VAR助理。第四官员是罗马尼亚人奥维迪乌·哈采甘，而来自西班牙的罗贝托·迪亚斯·佩雷斯·德尔帕洛玛尔和亚历杭德罗·埃尔南德斯·埃尔南德斯分別担任VAR越位及VAR支持官员。

### 阵容选择
半决赛之后，每支球队的首发阵容都有一处变化。巴黎圣日耳曼队的主力门将基羅·拿華斯从受伤中恢复过来后，开始代替塞尔希奥·里科。对于拜仁慕尼黑，主教练汉斯-迪特·弗利克决定将前此三场欧冠首发的左边锋伊万·佩里希奇替换为法国人金斯利·科芒；中后卫热罗姆·博阿滕则继续获得了决赛首发的机会，他在此前的半决赛中受轻伤，休息了半场。

## 比赛

### 摘要

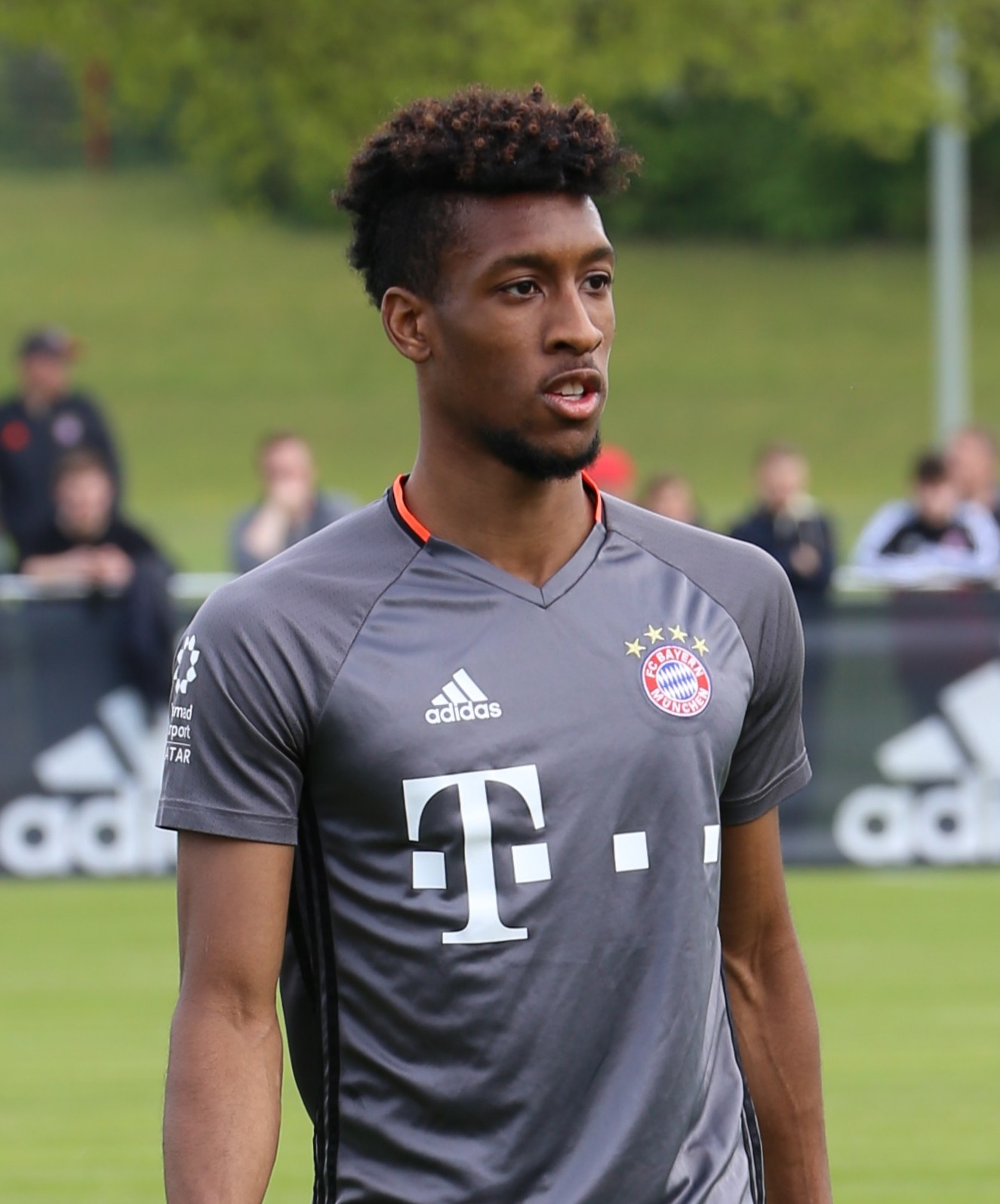
拜仁边锋金斯利·科芒于第59分钟射入了比赛的唯一进球

比赛由巴黎圣日耳曼率先开球，但拜仁慕尼黑在开局阶段迅速掌控场面，而巴黎圣日耳曼直至10分钟后才逐渐进入比赛状态。在第18分钟，巴黎圣日耳曼获得了第一个明显的机会，当时基利安·麥巴比将球传到禁区左侧的内马尔，后者的射门被拜仁门将曼努埃尔·诺伊尔用腿挡出後，內馬爾在球門左側底線接到彈出的球，然而他的傳中再次被諾伊爾破壞掉。第22分钟，拜仁前锋罗伯特·莱万多夫斯基在罚球区接球，转身将球射向球门，皮球击中左门柱内侧并弹回场内。两分钟后，安赫尔·迪马里亚在与安德尔·埃雷拉完成二过一配合后找到门前的空档，但他的射门高出了诺伊尔把守的球门横梁。在此过程中，拜仁后卫热罗姆·博阿滕受伤，不得不被尼克拉斯·聚勒替换下场。埃雷拉于第29分钟的一记落地吊射偏出拜仁的球门，而莱万多夫斯基于第31分钟的头球也被巴黎圣日耳曼门将基羅·拿華斯挡出。第45分钟，大卫·阿拉巴在拜仁后防线上的一次回传失误落在姆巴佩面前，后者与埃雷拉打出撞墙配合，却在面对一个明显的进球缺口时，将球直接射入诺伊尔怀中。至上半场补时的第2分钟，金斯利·科芒突入禁区，并在切入球门线时遭到巴黎后卫希羅·柯和的手臂压肩并倒地。然而，主裁判丹尼尔·奥萨托无视拜仁球员的抗议，拒绝判罚点球，使比赛在互交白卷的情况下进入半场休息。
下半场，拜仁于第59分钟凭借前巴黎青训球员科芒的头球攻入全场唯一入球。当时托马斯·穆勒将塞尔吉·格纳布里的分边球回传给司职右后卫的约书亚·基米希，后者从右路将球吊向远门柱无人盯防的科芒，再由科芒头球越过纳瓦斯钻入球门右角，他也是歐冠賽史上第一個在決賽對前東家進球的選手。取得入球后，拜仁迅速在巴黎的半场创造了更多的机会，但始终未能扩大领先优势。拜仁在遲遲無法擴大領先后转而采取更具防御性的踢法，至第70分钟，当马金尼奥斯接到安祖·迪馬利亞的传球，在禁区左侧施射时，皮球再一次被诺伊尔用腿挡出。三分钟后，姆巴佩在禁区内切时被基米希的脚背夹倒，但主裁判奥萨托依然拒绝判罚点球。巴黎圣日耳曼的最后机会出现在补时阶段，当时姆巴佩沿着左路内侧推进并传递给身处拜仁禁区左侧的内马尔，后者突然转身射门偏出远门柱，而埋伏在门前、替补登场的馬克西姆·舒波-莫廷伸腿也未能碰到皮球，沒能重現他在八強賽超級替補的傳奇。几分钟后，比赛结束，拜仁慕尼黑以1比0的胜利锁定了欧洲三冠王。

### 细节
“主队”（出于行政需要）于2020年7月10日（即四分之一决赛和半决赛抽签之后），在瑞士尼翁的欧洲足联总部举行的另一场抽签确定。
| 2020年8月23日 21:00 (20:00 WEST) |

| 巴黎聖日耳門 | 0–1  | 拜仁慕尼黑 |
| ------------ | ---- | ---------- |
|              | 報告 | - 59'      |

| 里斯本，盧斯球場 觀眾人數：0 ：达尼埃莱·奥萨托（） |

| 巴黎聖日耳門 | 拜仁慕尼黑 |

| GK     | 1  | 基羅·拿華斯        |     |     |
| RB     | 4  | 希羅·柯和          |     |     |
| CB     | 2  | 蒂亞戈·席爾瓦 (c)  | 83' |     |
| CB     | 3  | 普雷斯内尔·金彭贝  |     |     |
| LB     | 14 | 胡安·贝尔纳特      |     | 80' |
| CM     | 21 | 安德尔·埃雷拉      |     | 72' |
| CM     | 5  | 馬昆奴斯           |     |     |
| CM     | 8  | 阿根廷             | 52' | 65' |
| RF     | 11 | 安祖·迪馬利亞      |     | 80' |
| CF     | 7  | 基利安·麥巴比      |     |     |
| LF     | 10 | 尼馬               | 81' |     |
| 替補： |    |                    |     |     |
| GK     | 16 | 塞尔希奥·里科      |     |     |
| GK     | 30 | 马尔钦·布尔卡      |     |     |
| DF     | 20 | 法國               | 86' | 80' |
| DF     | 22 | 阿卜杜·迪亚洛      |     |     |
| DF     | 25 | 米切尔·巴克        |     |     |
| DF     | 31 | 科林·達格巴        |     |     |
| MF     | 6  | 馬克·維拉蒂        |     | 65' |
| MF     | 19 | 巴勃羅·薩拉比亞    |     |     |
| MF     | 23 | 德国               |     | 72' |
| MF     | 27 | 塞内加尔           |     |     |
| FW     | 17 | 馬克西姆·舒波-莫廷 |     | 80' |
| FW     | 18 | 毛罗·伊卡尔迪      |     |     |
| 領隊： |    |                    |     |     |
| 德国   |    |                    |     |     |

| GK               | 1  | 文奴爾·紐亞 (c)       |       |     |
| RB               | 32 | 約書亞·基米希         |       |     |
| CB               | 17 | 謝洛美·保定           |       | 25' |
| CB               | 27 | 大衛·阿拉巴           |       |     |
| LB               | 19 | 阿方索·戴維斯         | 28'   |     |
| CM               | 6  | 堤亞高·艾簡達拿       |       | 86' |
| CM               | 18 | 莱昂·戈雷茨卡         |       |     |
| RW               | 22 | 塞尔吉·格纳布里       | 52'   | 68' |
| AM               | 25 | 湯馬士·梅拿           | 90+4' |     |
| LW               | 29 | 京士利·高文           |       | 68' |
| CF               | 9  | 罗伯特·莱万多夫斯基   |       |     |
| 替補：           |    |                       |       |     |
| GK               | 26 | 斯文·乌爾賴希         |       |     |
| GK               | 39 | 罗恩-托本·霍夫曼      |       |     |
| DF               | 2  | 阿尔瓦罗·奥德里奥索拉 |       |     |
| DF               | 4  | 尼卡拉斯·蘇利         | 56'   | 25' |
| DF               | 5  | 本傑明·帕瓦德         |       |     |
| DF               | 21 | 盧卡斯·埃爾南德斯     |       |     |
| MF               | 8  | 查維·馬天尼斯         |       |     |
| MF               | 10 | 菲利普·库蒂尼奥       |       | 68' |
| MF               | 11 | 米卡埃尔·屈桑斯       |       |     |
| MF               | 14 | 伊萬·佩里希奇         |       | 68' |
| MF               | 24 | 科朗坦·托利索         |       | 86' |
| FW               | 35 | 约书亚·齐尔克泽       |       |     |
| 領隊：           |    |                       |       |     |
| 汉斯-迪特·弗利克 |    |                       |       |     |

| 最佳球员： 金斯利·科芒（拜仁慕尼黑） 助理裁判： 洛伦佐·曼加内利（） 亚历山德罗·贾拉蒂尼（） 第四官员： 奥维迪乌·哈采甘（罗马尼亚） 视频助理裁判： 马西米利亚诺·伊拉蒂（） 视频助理裁判助理： 马尔科·圭达（） 越位视频助理裁判： 罗贝托·迪亚斯·佩雷斯·德尔帕洛玛尔（西班牙） 视频助理裁判支持： 亚历杭德罗·埃尔南德斯·埃尔南德斯（西班牙） | 比赛规则： - 90分鐘正賽 - 如有需要將舉行30分鐘加時賽 - 如過仍平手，將開始互射十二碼 - 每邊12名替補球員 - 每邊可換5名替補球員上場，加时赛可换第6名替補球員 |

### 统计
| 统计   | 巴黎圣日耳曼 | 拜仁慕尼黑 |
| ------ | ------------ | ---------- |
| 进球   | 0            | 0          |
| 射门   | 6            | 5          |
| 射正   | 2            | 1          |
| 扑救   | 1            | 2          |
| 控球率 | 38%          | 62%        |
| 角球   | 2            | 2          |
| 犯规   | 8            | 9          |
| 越位   | 1            | 0          |
| 黄牌   | 0            | 1          |
| 红牌   | 0            | 0          |

| 统计   | 巴黎圣日耳曼 | 拜仁慕尼黑 |
| ------ | ------------ | ---------- |
| 进球   | 0            | 1          |
| 射门   | 3            | 7          |
| 射正   | 1            | 1          |
| 扑救   | 0            | 1          |
| 控球率 | 40%          | 60%        |
| 角球   | 2            | 2          |
| 犯规   | 8            | 13         |
| 越位   | 1            | 1          |
| 黄牌   | 4            | 3          |
| 红牌   | 0            | 0          |

| 统计   | 巴黎圣日耳曼 | 拜仁慕尼黑 |
| ------ | ------------ | ---------- |
| 进球   | 0            | 1          |
| 射门   | 9            | 12         |
| 射正   | 3            | 2          |
| 扑救   | 1            | 3          |
| 控球率 | 39%          | 61%        |
| 角球   | 4            | 4          |
| 犯规   | 16           | 22         |
| 越位   | 2            | 1          |
| 黄牌   | 4            | 4          |
| 红牌   | 0            | 0          |

## 赛后
拜仁慕尼黑第六次捧得歐洲冠軍球會盃，追平利物浦，仅次于皇家马德里（13次）和AC米兰（7次）。拜仁还赢得德甲联赛及德国足协杯，是继2012–13赛季后第二度达成欧洲三冠王。这是欧洲的第九次三冠王，也是继巴塞罗那（2008–09和2014–15赛季）后第二支两获三冠王的球队。在比赛中为拜仁打入决胜球的前巴黎圣日耳曼球员金斯利·科芒获得比赛最佳球员称号。拜仁成为首支以完美胜绩赢得欧洲赛事的俱乐部，在全部11场比赛中均取得了胜利。因此，这也是第14次有球队以不败战绩赢得欧冠联赛中，拜仁是其中的第10支球队，也是继2007–08赛季的曼彻斯特联以来的首次。此戰過後，六名拜仁球员獲得了他們第二次的歐冠冠軍，其中五人曾于2012–13赛季随拜仁取得冠军，分别为大衛·阿拉巴、謝洛美·保定、查維·馬天尼斯、托马斯·穆勒及曼努埃尔·诺伊尔，而第六名球員為蒂亚戈，他也是唯一在加盟拜仁前便赢得过欧冠冠军的拜仁球员，他曾于2010–11赛季随巴塞罗那夺冠。。上述五人与另外八名球员都曾两获欧洲三冠王，他们大部分是在2008–09赛季及2014–15赛季中随巴塞罗那夺冠的丹尼尔·阿尔维斯、伊涅斯塔和哈维，以及2008–09赛季随巴塞罗那、2009–10赛季随国际米兰足球俱乐部赢得冠军的。巴黎圣日耳曼的落败，意味着自1997年普鲁士多特蒙德获胜以来，此后七支首次进入决赛的球队都以失败告终，其中包括同样出身法甲的2004年决赛球队摩纳哥。这也意味着球队在法国国家德比的对手马赛仍然是唯一一支赢得欧洲冠军联赛的法国球队（1993年获胜）。这场比赛是继2003年尤文图斯和AC米兰零进球之后，欧冠决赛中进球最少的一场；也是继1998年皇家马德里战胜尤文图斯之后，第一场以1比0结束的决赛。
比赛结束后，欧足联技术观察员团队提名九位拜仁慕尼黑球员入选欧冠联赛赛季最佳阵容，分别为大卫·阿拉巴、阿方索·戴维斯、塞尔吉·格纳布里、莱昂·戈雷茨卡、罗伯特·莱万多夫斯基、托马斯·穆勒、曼努埃尔·诺伊尔和蒂亚戈，另外三名为巴黎圣日耳曼球员馬昆奴斯·哥利亞、基利安·麥巴比和内马尔。
作为优胜者，拜仁慕尼黑将和前一天獲得隊史第六次歐霸冠軍的塞維利亞在歐洲超級杯對陣，並將代表歐洲足總參加年底的俱樂部世界杯。另外，他們也獲得直接入围2020–21年歐洲冠軍聯賽分组赛的資格；然而，由于拜仁已经通过德甲冠軍的身份入围，因此空出的名额依据来季的候选名单而授予了排名第11位的足协，即来自2019-20赛季荷甲的榜首球队阿贾克斯。
比赛失利后，愤懑的巴黎圣日耳曼球迷在巴黎多地与防暴警察爆发冲突，其中包括香榭丽舍大街和王子公园体育场附近。球迷点燃汽车，打砸商铺，向警察投掷烟火及燃烧弹，最终被警察以催泪弹驱散。

### 收视率
法国电视一台转播了比赛，吸引平均1110万观众收看，是继同样有该国球队参赛的1993年和2004年以来，收视率第三高的欧冠决赛。比赛还通过RMC体育台进行了无线电直播，但后者并未公布收听率。在德国，比赛由国营的德国电视二台转播，吸引1280万人观看，占约39.9%的收视份额，另有204万人通过付费电视台德国天空电视台观看了比赛。

## 另見
- 2020年歐霸盃決賽

## 備註
1. 1 2  受2019冠狀病毒病疫情影響，比賽以閉門比賽形式舉行[2]。
2. ↑  每队只有三次换人的机会，第四次是加时赛，不包括在加时赛开始前的中场休息时间和加时赛中段休息时间进行的换人。

## 外部連結
- 官方网站